# Хронологія конфлікту в Придністров'ї
Це хронологічний перелік подій конфлікту в Придністров'ї.

## 1989 рік
- 11 серпня 1989 року: на підприємствах профспілкового підпорядкування утворюються робочі ради під назвою Об'єднані трудові колективи (OТК), які починають боротьбу проти впровадження румунської мови, латинського алфавіту та демократичних реформ.
- 31 серпня 1989 р.: Молдавську мову проголошено державною.
- Осінь: ОТК організовують страйки та мітинги протесту проти румунської мови та латинського алфавіту.
- Грудень-січень: у Тирасполі та Рабниці організовуються референдуми щодо отримання статусу «автономної території» Придністров'я у складі Молдовської РСР.

## 1990 рік
- При безпосередній підтримці 14-ї армії формуються незаконні сепаратистські воєнізовані формування, організовуються мітинги та референдуми за підтримки ОТК.
- 27 квітня 1990 року: Триколор із орлом прийнято державним прапором Молдавської РСР. Місцеві ради Тирасполя і Бендер відмовилися вивішувати у цих містах триколор.
- Вересень 1990: Місцеві ради Тирасполя, Бендер та Рабниці відхилили закон про державну мову. Розпочався рух непокори владі молдавської держави.
- 2 вересня 1990 р.: у Тирасполі відбувся «Другий позачерговий з'їзд народних депутатів Придністров'я», який проголосив «Придністровську Молдавську Радянську Соціалістичну Республіку».
- 3 вересня 1990: Верховна Рада Молдавської РСР створює президентський інститут і обирає президентом країни Мірчу Снєгура.
- 16 вересня 1990: Мітинг на знак протесту проти сепаратизму організовано в селі Лунга поблизу Дубесарів.[1]
- 22 вересня — 15 листопада 1990 р.: лідери сепаратистів за підтримки власних воєнізованих формувань і військ радянської армії організовують вибори до «верховної ради» «Придністровської Молдавської Соціалістичної Радянської Республіки».
- 22 грудня 1990 року: Михайло Горбачов, президент СРСР, підписує указ про визнання рішень «ІІ з'їзду народних депутатів Придністров'я» такими, що втратили чинність. Натомість заходи, які вживає влада Кишинева, є мінімальними та суто декларативними.

## 1991 рік
Відбуваються дії щодо заміни влади Республіки Молдова на владу «Придністровської республіки». Користуючись незрозумілою пасивністю влади держави Молдова, сепаратисти створюють значні збройні сили, яка складається з:
- Республіканської гвардії (8 тис. бійців), підпорядковані «управлінню оборони» Придністров'я.
- Міліція, включно з батальйоном «Дністер» (5 тис. бійців), підпорядкована «управлінню внутрішніх справ» «Придністровської республіки».
- Територіальні аварійно-рятувальні загони (4 тис. осіб), в розпорядженні місцевих органів виконавчої влади.
- Робітничі полки, сучасний еквівалент «озброєних робітничих рад», підпорядкованих Об'єднаним Трудовим Колективам (ОТК).
- Козаки чисельністю 3-4 тис. осіб у статусі «добровольців» були найманцями з вищим окладом, ніж гвардійці, підпорядковуючись безпосередньо керівництву «Придністровської республіки».

Усі ці формування були оснащені озброєнням, транспортними засобами, бойовими машинами, купленими, захопленими чи викраденими у російської 14-ї армії чи підрозділів ОМОН у Придністров'ї.На боці сепаратистів була російська 14-та армія бойовою чисельністю 6500 осіб у складі:
- моторизована дивізія;
- 2 артилерійські полки;
- танковий полк;
- протитанковий полк;
- 2 полки понтонників;
- ракетний полк;
- ескадрилья гелікоптерів.

Для порівняння, молода Республіка Молдова все ще не створила власної армії, маючи лише декілька тисяч поліцейських, які під час конфлікту замінили збройні сили.
- 19 травня 1991: Міністр оборони СРСР наказав командувачу 14-ю армією генералу Неткачову мобілізувати солдатів резерву для доповнення сил 14-ї армії, дислокованих у Придністров'ї, і підтримувати ці війська та військовий арсенал у бойовому стані. Він обґрунтував цей наказ так: «враховуючи те, що Придністров'я є російською територією і що ситуація загострилася, ми повинні захищати його всіма засобами».
- 23 травня 1991 р.: Молдавська РСР стає Республікою Молдова.
- 23 червня 1991: Парламент Республіки Молдова проголошує суверенітет Республіки.
- 19 серпня 1991 року відбувся Московський путч. Пучисти матимуть повну підтримку лідерів сепаратистів з Тирасполя: Ігоря Смирнова, Маракуці, Яковлєва, Релякова. Після поразки путчистів Борис Єльцин зажадав покарати їх і тих, хто їх підтримував. Спроби адміністрації в Кишиневі заарештувати придністровських лідерів викликали невдоволення російськомовних жителів Придністров'я. Розпочалася акція російськомовних жінок, які все частіше почали блокувати залізницю, що сполучає Придністров'я з рештою Бессарабії. Зрештою, придністровські лідери були заарештовані, а потім невдовзі звільнені.
- 25 серпня 1991: Верховна Рада ПМР проголошує незалежність «республіки».
- 27 серпня 1991: Парламент проголошує незалежність Республіки Молдова.
- Вересень: Бійці радянського спецназу ОМОН з Риги прибувають на лімузинах до Тирасполя, зупиняються в готелі «Колгоспний».
- 18 вересня 1991: Президент самопроголошеної ПМР Ігор Смирнов вирішив передати підрозділи радянських збройних сил, дислоковані в Придністров'ї, під юрисдикцію самопроголошеної ПМР.
- 1 грудня 1991 року відбулися президентські вибори в районах на лівому березі Дністра, визнаних молдовською владою незаконними. Президентом самопроголошеної ПМР обрано Ігоря Смирнова.
- 13 грудня 1991: Озброєний напад охоронців на Дубесарському мосту, в результаті чого загинуло четверо молдавських поліцейських і 20 охоронців, козаків і найманців.

## 1992 рік
- 1 березня 1992 року: гвардійці та козаки влаштували інцидент на вечірці в Дубесарах, потім напали на викликану на допомогу молдавську поліцію. Поліцаї відкрили вогонь, убивши козака, після чого відступили до штабу. Цей інцидент послужив приводом для ліквідації останнього молдавського відділення міліції в одному з придністровських міст. На поліцейську управу напали вартові та козаки, які взяли поліцаїв у полон, роззброївши їх.
- Березень 1992 р.: районний виконавчий комітет і всі міліціонери Дубесарів відступили до села Кочієрі, яке стало центром опору, куди сховалися жителі сусідніх сіл.
Охорона увійшла в Косьєрі з двома броньованими машинами, відкриваючи вогонь по перехожих без попередження. Розстріляно двох селян і матір, яка йшла з дитиною на руках. Селянам і поліції вдалося без пригод дістати зброю з казарм, підпорядкованих 14-й армії.
Гвардійці та козаки блокуватимуть мости через Дністер — з Вадул-луй-Води, Тигині, Каменці, Рабниці, встановивши «контрольні пости» по одному бронеавтомобілю. Такі станції також будуть створені на дорозі Тирасполь-Дубешари та на греблі Дубесарської ГЕС.
- 2 березня 1992 р.: Республіка Молдова стає членом ООН, що призводить до визнання незаконного характеру самопроголошених Дністровської та Гагаузької «республік».
Це день, коли починається війна, спровокувавши збройний конфлікт у Дубасарах через відволікання сепаратистів.
Перенаправлення з Вулканештів відбувається в районі Гагаузії. Троє бійців гагаузької воєнізованої охорони напали на шкільну їдальню. Після затримання охоронців до відділку міліції увірвалися 14 членів формування, які вимагали перевести заарештованих до Болграда, міста української юрисдикції.
- 3 березня 1992 року гвардійці та козаки атакували село Кочієрі, але були відбиті. Увечері в село прибув відділ міліції особливого призначення, надісланий з Кишинева, який форсував Дністер по льоду.
Прес-центр Об'єднаних збройних сил СНД опублікував заяву, в якій йдеться, що збройні сили Молдови атакували піхотний полк цивільної оборони, роззброївши офіцерів і забравши 70 одиниць автоматичної та іншої зброї, і що ситуація нагадує ситуацію в Нагірному Карабасі.
Були перекриті під'їзні шляхи Кишинева до Тигини, перекрито мовлення національного радіо і телебачення в місті.
Після розпуску молдавського відділу поліції (єдиної інституції, яка все ще представляла молдавську державу в місті), було урочисто відкрито поліцейське управління, підпорядковане сепаратистам, створене як форма радянської влади. Створено нове незаконне воєнізоване формування.
- 4 березня 1992 р.: гвардійці та козаки увійшли в село Кошниця, атакувавши 15 поліцейських, які були змушені відкрити вогонь.
До Косьєрі відправляють чотири Камази, повні охоронців.
- 4-5 березня 1992 року: 2500 козаків прибули до Тирасполя на допомогу сепаратистам. Відбувається масовий вербування серед воєнізованих формувань сепаратистів.
- 6 березня 1992: «Комітет оборони Молдавської Соціалістичної Радянської Республіки» вирішив ізолювати всіх міліціонерів, які не склали присягу на вірність «республіці»; в цій ситуації було 85 поліцейських.
- 12 березня 1992: Двоє поліцейських з відділку Урсоая на дорозі Бендери — Каушани були атаковані з вантажівки, яка перевозила зброю для гагаузьких сепаратистів і яку вони зупинили для контролю. Один поліцейський був поранений, ще один убитий.
- 13 березня 1992: охоронці нападають на поліцейських у Кошниці, убивши одного та поранивши кількох.
Урочисто відкривається відділ міліції, підпорядкований сепаратистам, створений як форма радянської влади, а в Тигіні створюється нове нелегальне воєнізоване формування.
- 14 березня 1992 року: гвардійці та козаки підірвали мости у Вадул-луй-Воде, поблизу Дубесарів, на дорозі Кишинів- Волгоград. Молдавські позиції поблизу Роги атакують, зафіксовано 15 загиблих. Вночі села Кошніца та Гура Бікулуй обстріляні мінами, гранатами та ракетами.
«Верховна Рада Республіки» ухвалює рішення про припинення операцій придністровських банків з Молдовою та створення комісії для взяття під контроль автошляхів і залізниць «республіки».
- 15 березня 1992 року: Смирнов підписує указ про створення державної комісії соціального захисту військовослужбовців і демобілізованих, що привернуло до себе симпатії військовослужбовців.
Уряд Молдови закликає охоронців скласти зброю до 17 березня.
- 17 березня 1992 року: Смирнов підписує указ про створення державної комісії соціального захисту військовослужбовців і демобілізованих, що привернуло до себе симпатії військовослужбовців.
Підписано нову угоду про припинення вогню, яку гвардійці порушуватимуть 24 березня.
- 19 березня 1992 р.: Парламент Молдови пропонує компроміс, представляючи проект надання Придністров'ю статусу вільної економічної зони та зміни територіального управління.
- 20 березня 1992 року: на зустрічі ОБСЄ в Гельсінкі створено чотиристоронній механізм для врегулювання конфлікту в Придністров'ї, до складу якого увійшли: Республіка Молдова, Румунія, Росія, Україна.
- 24 березня 1992: Підписано нову угоду про припинення вогню. Відбувається обмін полоненими: сепаратисти звільняють 11 осіб, молдавани — 18.
- 28 березня 1992 року в Придністров'ї з 20:00 введено надзвичайний стан.
- 29 березня 1992: Прем'єр-міністр Валерій Муравський поставив новий ультиматум сепаратистам, просячи їх скласти зброю протягом 2 днів.
- 31 березня 1992 року: Президент Снєгур надсилає телеграму московській телекомпанії «Останкіно», протестуючи проти способу подачі конфлікту, і ще одну телеграму маршалу Шапошникову, протестуючи проти польотів військових літаків СНД до Тирасполя.

У квітні відзначається явне залучення Росії та російської 14-ї армії на бік сепаратистів. Чіткі наміри Росії — зберегти Тигіну як плацдарм.
- 1 квітня 1992 року: Парламент Молдови ухвалив рішення про мирне врегулювання конфлікту.
Поліція Молдови намагається звільнити контрольоване сепаратистами місто Тигіна. В бою гине 8 поліцейських.
- 2 квітня 1992 р.: генерал Неткачов, командувач 14-ю армією, висуває ультиматум президенту Снєгуру, вимагаючи відступу молдавських військ 15 км від Тигини.
У військовому аеропорту Кишинева підписана угода про припинення вогню. Підписали прем'єр-міністр Молдови Муравський, президент «Верховної Ради» Маракуце та командувач російською 14-ю армією Неткачов.
Державний департамент Сполучених Штатів виступає із заявою проти зовнішнього військового втручання, оцінюючи стримувальну силу уряду Молдови як гідну захоплення. У Держдепі наполягали, щоб сили придністровських сепаратистів продовжили переговори з Республікою Молдова.
Домовленість виконуватиме лише молдовська сторона, поліція отримає наказ не відкривати вогонь і не давати відплату.

Натомість протягом квітня атаки відбуватимуться в районах: Тигіна, Погреба — Кочієрі, Кошніци — Дороцьки, Погреби — Рогі, Градініци, Леонтової, Варниці, Місовки, Бічока, Чицаня. Гвардійці та козаки обстрілювали з мінно-ракетних установок міста, населення, дамби, телевізійні реле, радіостанції. Заміновані дороги і дороги, розбомблена дорога Тигина — Кишинів. З'являються перші снайперські атаки. Через відсутність правоохоронних органів місто Тигіна залишається під контролем злочинців. Два проекти протоколів, складені владою Кишинева, відхиляються сепаратистськими силами, які надсилають свій проект, підписаний командувачем російської окупаційної армії, у якому вони вимагають, щоб Тигіна контролювалася виключно російською армією.
- 5 квітня 1992 року: 20 бронетехніки російської армії увійшли в місто Тигіна під прапором Російської Федерації.

Паралельно тривають розпочаті 23 березня чотиристоронні переговори міністрів закордонних справ Молдови, Румунії, Росії та України. 2 квітня нова нарада експертів розробляє рекомендації щодо недопущення участі громадян іноземних держав та запобігання збройним інцидентам.
- 6 квітня 1992 р.: відбулася зустріч міністрів закордонних справ, які оприлюднили заяву, в якій виступили проти залучення 14-ї армії до конфлікту, за підтримання правопорядку молдавською владою на всій території республіки, за заборону доступу цивільних осіб до зброї та за припинення вогню з 7 квітня.
- 14-17 квітня 1992 р.: Підписано протокол робочої групи зі стабілізації ситуації в Тігіні: роззброєння воєнізованих формувань, розмінування території, забезпечення порядку молдавською поліцією та сепаратистським ополченням.

17 квітня 1992 року: у Кишиневі відбулася нова чотиристороння зустріч, на якій було прийнято статус спільної комісії з контролю за дотриманням режиму припинення вогню, встановивши кількість спостерігачів у кількості 400 осіб для спостереження за лінією, що відокремлює молдавську поліцію від сили заколотників, на протяжності 262 с км. Було прийнято рішення про роззброєння воєнізованих формувань, репатріацію найманців та прискорення розслідування прокуратурою злочинних дій на території. У Тигіні режим припинення вогню почне діяти лише з 20 квітня. До 15 травня в зону спостереження прибули лише спостерігачі з Молдови та Румунії.
- Травень 1992: У травні відбувається кілька засідань двосторонньої комісії Молдова-Придністров'я, які часто саботуються через напади сепаратистських збройних формувань на населені пункти, мости, дороги та радіостанції, підконтрольні кишинівській владі..
Ще у квітні почалося виведення частини козаків, яких самі сепаратисти хотіли позбутися через їхню недисциплінованість і буйний характер. У той же час з'являються нові воєнізовані формування, такі як «Чорні берети». З України прибувають члени Української національної Самооборони.
- 4 травня 1992: У Гура-Бикулуй підписано протокол про розведення збройних формувань, але вночі сепаратисти підривають міст через річку Дністер.
- 6-7 травня 1992: Поліцейський відділок Кочієрі обстрілюють ракетами.
- 8-18 травня 1992: Напади на мешканців та поліцейські дільниці в Кочієрах, Кошніцах, Гура-Бикулуй, Драгаліні, Дубесарі-Под, Рогах.
- 19 травня 1992 року: Саме тоді, коли здавалося, що процес нормалізації почав прогресувати, знову спалахує криза, спричинена наказом генерала Грачова, міністра оборони Росії, генералу Неткачову, командувачу 14-ї російської армії. Наказ передбачав, що для захисту Придністров'я, яке є російською територією, необхідно поповнити запаси зброї в мобілізаційних резервах і підготувати всі військові частини 14-ї армії до бою. Розміщення в Дубоссарах надасть підрозділам 14-ї російської армії привід покинути казарми і зайняти бойові позиції разом з гвардійцями. Танкові та артилерійські частини залишають Тираспольський гарнізон, прямуючи до Дубоссар, і приєднуються до гвардійців. За допомогою 10 танків, 11 артилерійських танків, 6 гармат, 3 протитанкових гармат, 6 гранатометів, 63 автоматичних пістолетів, 21 бронемашини та 9 військових автомобілів, атаки здійснюються в Кошниці, Кочієрах, Коржево, Голеркані, Маловаті, Усті, Золончень Дубоссарського району. Тираспольський гарнізон відправить 22 танки до Дубоссар, 5 — до Дністровська. Насильницькі напади тривають до 26 травня.
На протести президента Снегура проти агресії російської армії Кремль традиційно відповідає, що російська армія не дестабілізує ситуацію.
- 21 травня 1992: Смирнов видає указ про передачу 14-ї армії «Придністровській республіці». Водночас лунають заклики до часткової мобілізації резервістів.
- Того ж дня в Тирасполі приземляється літак з 600 донськими козаками. Добровольчі батальйони формуються в Москві та Санкт-Петербурзі. Створюється батальйон міліції «Дністер», до складу якого входить багато кримінальних злочинців.
Державний департамент США одразу ж висловив занепокоєння з приводу участі 14-ї армії у бойових діях в регіоні.
- Червень 1992: У першій половині червня спостерігається активізація нападів охоронців і козаків у Бандерах, Кочієрах, Кошниці, Коржево, Дубоссарах, Дороцькому, Погребі. Сепаратистські формування інкорпоруються, зброя з 14-ї армії передається сепаратистам. «Придністровська республіка» створює власну прикордонну службу, до якої приєднаються козаки з Причорномор'я.
Тероризування молдовського населення в Придністров'ї триває: за звинуваченням у тероризмі заарештовані представники Народного фронту Молдови: Іліе Ілашку, Штефан Урату, Тудор Петров-Попа, Андрій Іванчоц, Александру Лешко.
У Григоріополі з'являється група «Дельфін», що складається зі звільнених ув'язнених.
Керівництво Молдови стає все більш примиренним по відношенню до сепаратистів. Тим часом, російська влада продовжує спотворювати ситуацію в Придністров'ї, звинувачуючи Молдову в агресії, спробах систематичного винищення слов'янського населення, а Румунію — в поставках зброї до Молдови.
- 19 червня 1992: У Тигині ситуація стає вибухонебезпечною: на молдовських міліціонерів нападають і вбивають охоронці, влаштовується кілька провокацій і провокацій, що зробить ситуацію вкрай напруженою. В результаті цього буде спровоковано новий збройний конфлікт: понад 1200 охоронців і козаків нападуть на міський відділ міліції, а ракети «Алазань», випущені по вокзалу, також досягнуть розташованого поруч дитячого садка. Пізно вночі на допомогу обложеним міліціонерам з Варниці прибуває поліція та волонтери.
- 20 червня 1992: Вранці 20 червня місто перебувало під контролем Молдови. Важкі танки 14-ї армії прорвалися через міст до Тигині, але були зупинені молдовськими військами. Сепаратистські сили продовжують утримувати місто.
- Починається повномасштабна війна, місто Тигина піддається бомбардуванням і обстрілам з важкого озброєння. У той же час інші міста зазнають нападів: Дубоссари, Кочієри, Дороцкая, Кашниця. Міст через Дністер зайнятий охороною після важких танкових атак російської армії, а місто захоплене армією та силами сепаратистів. Військова рада 14-ї армії висуне ультиматум президенту Снегуру, вимагаючи від молдовських сил припинити агресію, інакше армія перейде в наступ.  Це означало, що Росія оголосила війну Молдові.
- 20-21 червня 1992: Вторгнення в Тигіну танків російської армії, які безсоромно покриті російськими прапорами.  Місто обстрілюють сепаратисти. Незважаючи на це, Єльцин все ще звинувачує Молдову в агресії, погрожуючи, що російська армія буде змушена вжити заходів у відповідь. Зіткнувшись з нерішучою реакцією молдовської влади, сотні добровольців з Придністров'я приїжджають до Кишинева з проханням надати їм зброю для боротьби з заколотниками. Вони також провели демонстрацію перед російським посольством.
Агресія російської армії на Тигині призвела до того, що до ранку 22 червня з боку молдовської поліції та цивільного населення загинуло близько 200 осіб і 300 було поранено.  Обстріли руйнували заводи, лінії зв'язку, житлові будинки. Президент країни-агресора Російської Федерації Єльцин відмовився від будь-яких телефонних контактів зі Снєгуром. Напади та вторгнення сепаратистів призвели до масової еміграції цивільного населення із зони конфлікту.
- 21 червня 1992: Підписано угоду про припинення вогню.